# Gare de Chamonix-Aiguille-du-Midi
La gare de Chamonix-Aiguille-du-Midi est une gare ferroviaire française de la ligne de Saint-Gervais à Vallorcine, située sur la commune de Chamonix-Mont-Blanc, dans le département de la Haute-Savoie en région Auvergne-Rhône-Alpes.
Il s'agit d'une halte ferroviaire mise en service en 2009 par la Société nationale des chemins de fer français (SNCF). Elle est desservie par des trains TER Auvergne-Rhône-Alpes.

## Situation ferroviaire

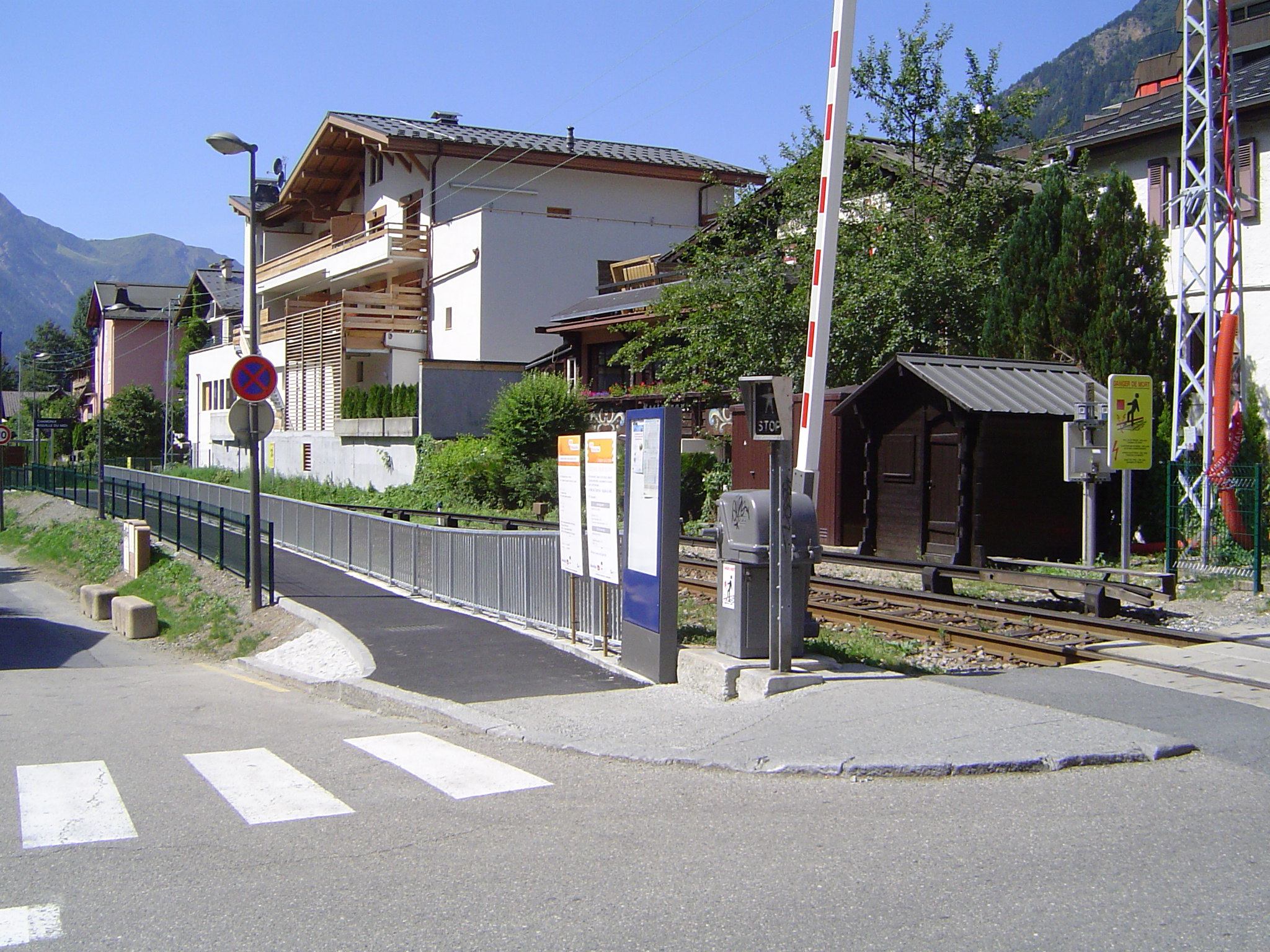
L'entrée de la halte près du passage à niveau.

Établie à 1 034 m d'altitude, la gare de Chamonix-Aiguille-du-Midi est située au point kilométrique (PK) 18,400 de la ligne de Saint-Gervais à Vallorcine, entre les gares des Moussoux et de Chamonix-Mont-Blanc.

## Histoire
Cette nouvelle halte ferroviaire de la ligne de Saint-Gervais-les-Bains-Le Fayet à Vallorcine (frontière) est inaugurée le 17 juillet 2009, quelques jours après sa mise en service le 6 juillet. Outre le fait d'offrir un nouvel accès au train sur la commune, qui bénéficie d'une desserte cadencée à un train par heure (dans chaque sens), elle est créée pour faciliter un accès sans voiture au téléphérique de l'Aiguille du Midi. Ses aménagements comprennent notamment : une rampe d'accès accessible par la route Couttet-Champion, un quai et un abri pour les voyageurs.

## Service voyageurs

### Accueil
Halte SNCF, il s'agit d'un point d'arrêt non géré (PANG) à entrée libre. Elle est équipée d'une voie et d'un quai avec un abri.

### Desserte
Chamonix-Aiguille-du-Midi est desservie par des trains TER Auvergne-Rhône-Alpes qui assurent des missions entre les gares de Saint-Gervais-les-Bains-Le Fayet et Vallorcine.

### Intermodalité
La halte permet d'accéder au téléphérique de l'Aiguille du Midi situé à environ 200 mètres.

## Galerie de photos

Vues de la gare
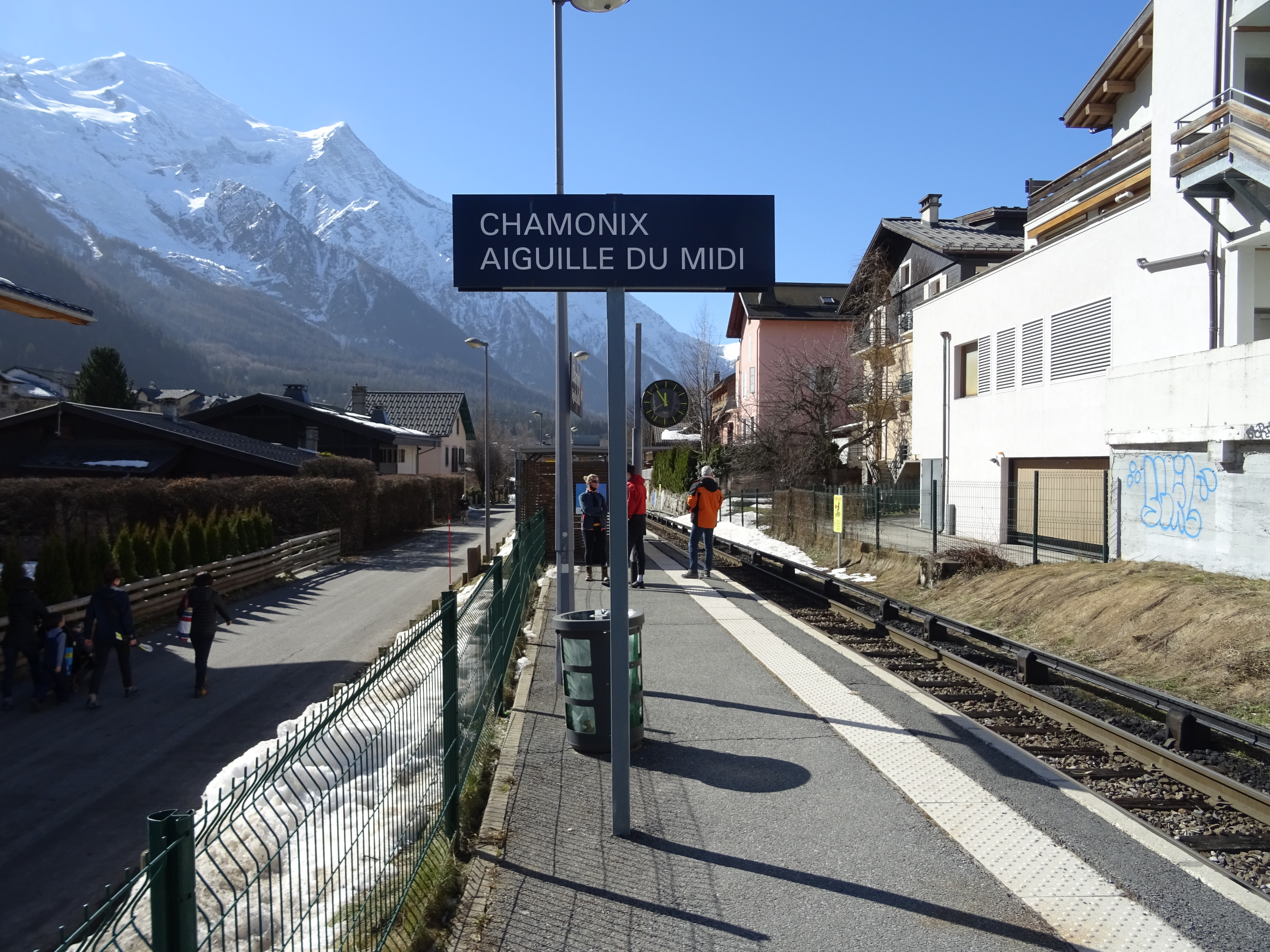
Panneau de la halte vu depuis l'entrée principale de la gare.
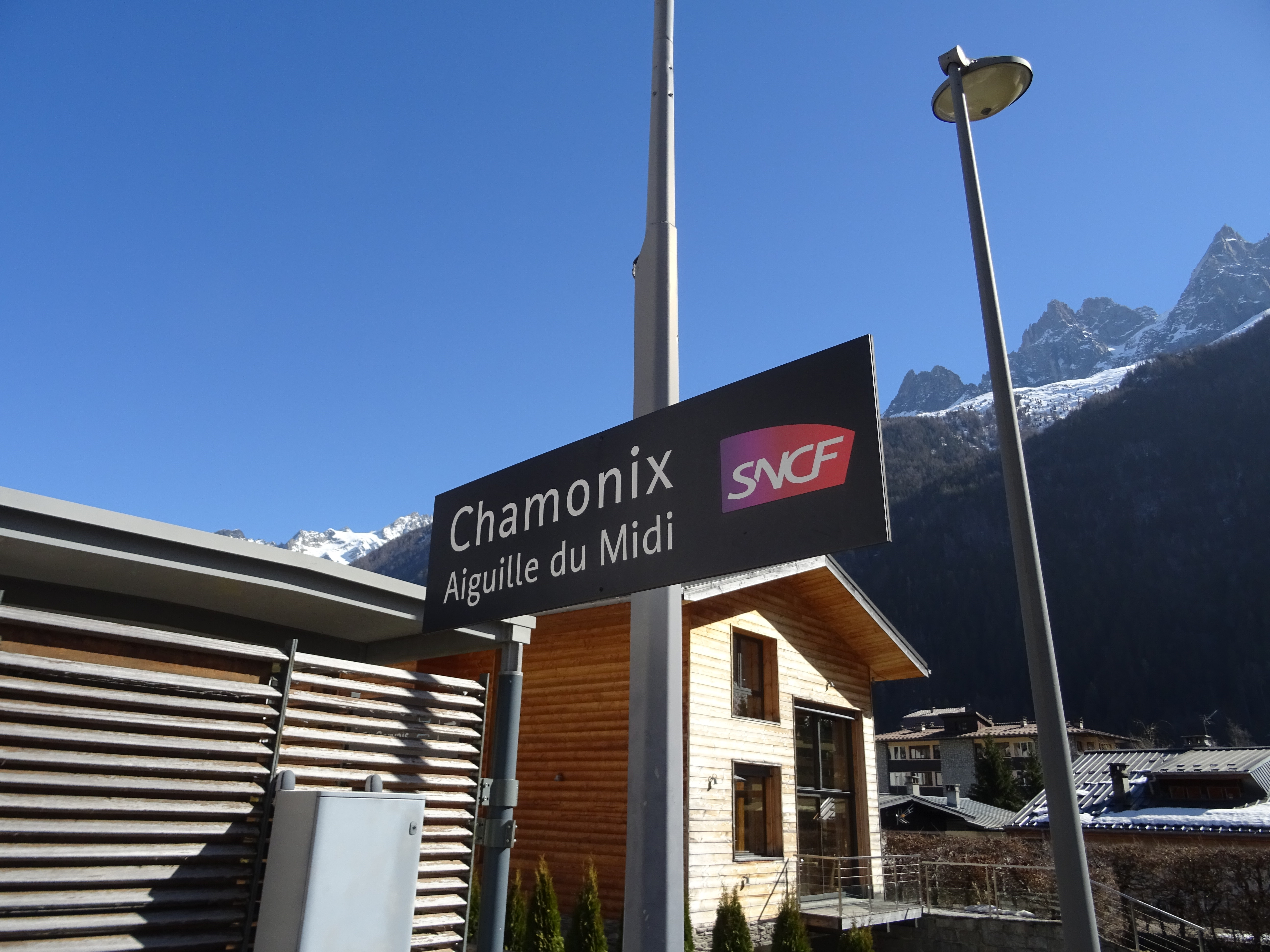
Panneau latéral du nom de la halte.
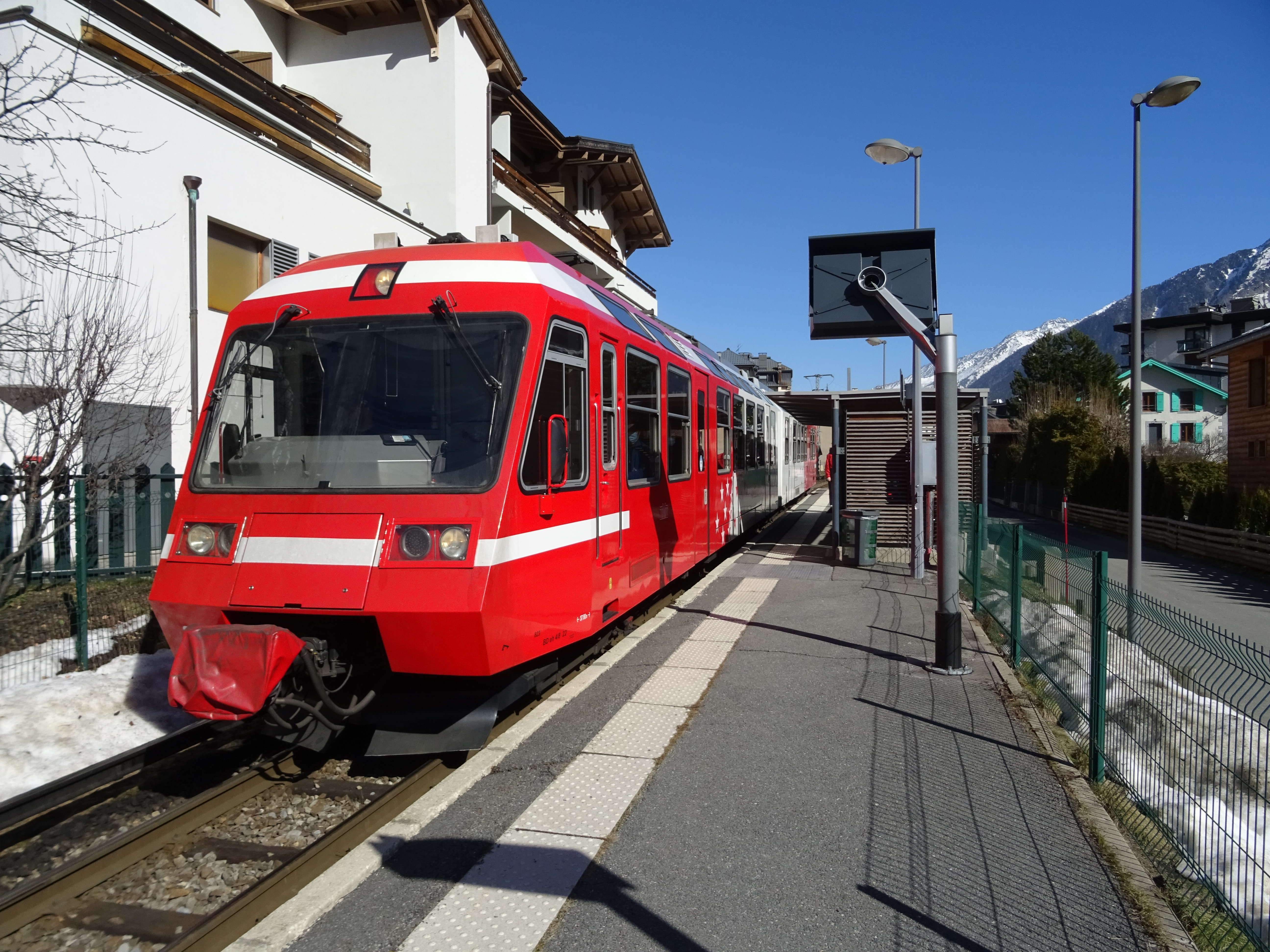
Z 800 à quai. Il assure un TER Auvergne-Rhône-Alpes en direction de Saint-Gervais-les-Bains-Le Fayet.
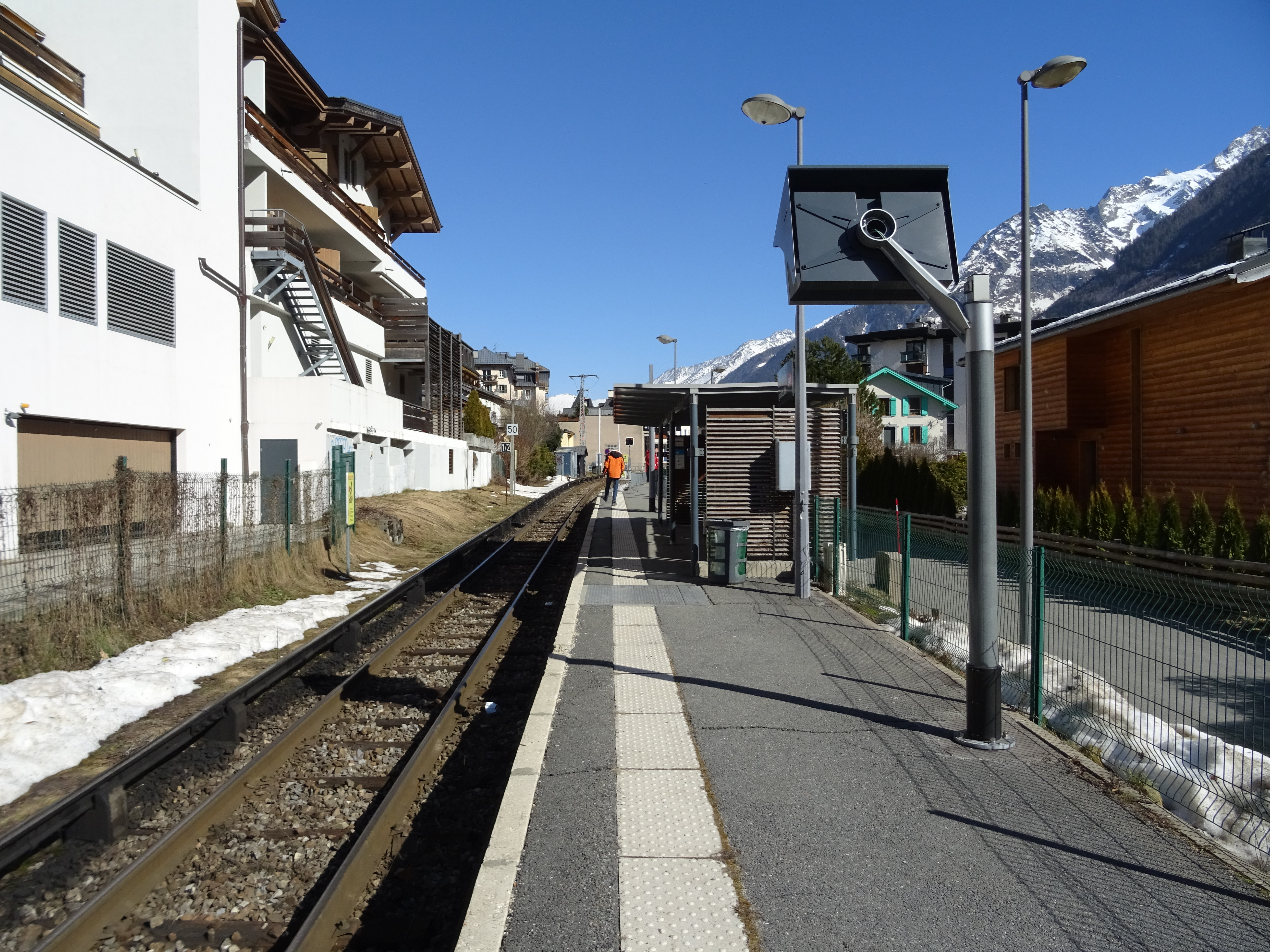
Vue d'ensemble du quai et de la voie dans la direction de Vallorcine.
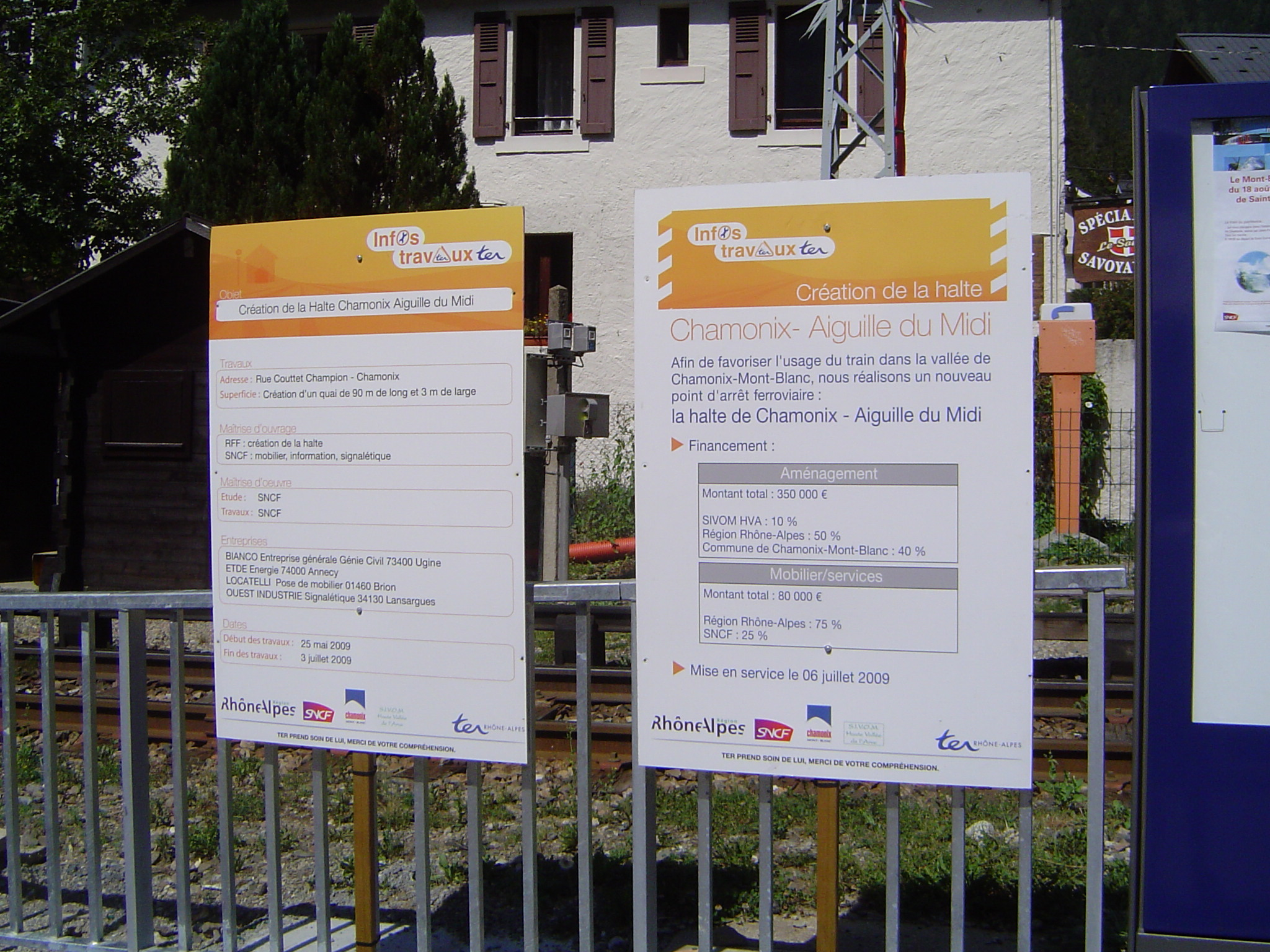
Affiche d'information sur la création de l'arrêt et sa date de mise en service.